# 拉钦
拉钦（：‎），阿塞拜疆共和国拉钦区的一个城市，也是拉钦区的行政中心。该市坐落在哈卡里河左岸，卡拉巴赫山脉的西南坡。1992年至2020年间，该市由未受广泛承认的阿尔察赫共和国（纳戈尔诺-卡拉巴赫共和国）实际控制，称贝尔佐尔，属卡扎赫區。根据2020年納戈爾諾-卡拉巴赫停火協議，拉钦区于2020年12月1日被归还给阿塞拜疆，但该市所在的拉钦走廊交由俄罗斯维和部队控制以作为连接纳卡和亚美尼亚的唯一通道。

## 位置
从汉肯德（既阿尔察赫首都斯捷潘納克特）到亚美尼亚休尼克州戈里斯的公路途径该市，该市距离汉肯德60公里。

## 历史
苏联时期，拉钦属阿塞拜疆苏维埃社会主义共和国拉钦区。第一次纳戈尔诺-卡拉巴赫战争中被亚美尼亚军队占领，划入宣布独立的纳卡共和国的卡扎赫區。2020年纳戈尔诺-卡拉巴赫战争后，亚美尼亚、阿塞拜疆和俄罗斯共同签署停火协议，包括拉钦区在内的亚美尼亚控制的纳戈尔诺-卡拉巴赫周边地区全部归还阿塞拜疆，拉钦市所在的拉钦走廊作为纳戈尔诺-卡拉巴赫与亚美尼亚之间保留的唯一通道，交由俄罗斯维和部队控制以确保人员和货物的安全运输，且為期至少5年。亞塞拜然總統伊利哈姆·阿利耶夫表示三年內將在當地建設另一條走廊以避開拉钦。

## 人口

### 民族构成
| 人口普查年份       | 1926年      | 1939年       | 1959年          | 1970年          | 1979年          |
| ------------------ | ----------- | ------------ | --------------- | --------------- | --------------- |
| 阿塞拜疆族         | 164 (37,7%) | 858 (80,7 %) | ▲2 202 (94,5 %) | ▲4 740 (95,0 %) | ▲6 019 (99,1 %) |
| 库尔德族           | 110 (25,3%) | N/A          | N/A             | 3               | 4               |
| 亚美尼亚族         | 66 (15,2%)  | 123 (11,6 %) | ▼100 (4,3 %)    | ▼55 (1,1 %)     | ▼19 (0,3 %)     |
| 俄罗斯族与乌克兰族 | 75 (18,5%)  | 75 (7,1 %)   | ▼23 (1,0 %)     | ▲134 (2,7 %)    | ▲10 (0,2 %)     |
| 其他               | 7 (1,6%)    | 7 (0,6 %)    | 4 (0,2 %)       | 61 (1,2 %)      | 25 (0,4 %)      |
| 合计               | 435         | 1 063        | 2 329           | 4 990           | 6 073           |

## 友好城市
- 法國 阿尔福维尔